# واتسلاو وسکا
واتسلاو وُسکا (انگلیسی: Václav Voska؛ ۲۱ اکتبر ۱۹۱۸ – ۲۰ اوت ۱۹۸۲) بازیگر اهل کشور چکسلواکی بود.
از فیلم‌ها یا برنامه‌های تلویزیونی که وی در آن نقش داشته‌است می‌توان به دیو و دلبر اشاره کرد.